# Lactocollybia variicystis
Lactocollybia variicystis ist eine selten gefundene Pilzart der überwiegend tropisch und südhemisphärisch verbreiteten Gattung Lactocollybia. Die Art wächst auf totem Holz. Auch in Europa wurde die Art, vermutlich eingeschleppt mit Hölzern, gefunden.

## Merkmale
Nach der Erstbeschreibung zeichnet sich die Art durch folgende Merkmale aus:

### Makroskopische Merkmale
Der Hut ist 0,2–1,8 cm breit, erst konvex, bald aufschirmend, zuletzt flach ausgebreitet, elfenbeinfarben, am Rand schwach gestreift bis etwas gerieft. Die Lamellen sind angeheftet, häufig mit Zähnchen, sie sind wie der Hut gefärbt, gelegentlich am Hutansatz gegabelt. Der Stiel ist 0,5–3,2 cm lang bei 0,1–0,18 cm Durchmesser, er ist zylindrisch, gelegentlich abgeplattet und längsgerieft, samtig, wie der Hut gefärbt, die Basis ist bis zu 0,3 cm aufgeweitet, sie ist am Substrat durch wattige Myzelial-Scheibchen angeheftet.
Das Sporen-Pulver ist cremefarben.
Der Geruch ist schwach pilzartig.

### Mikroskopische Merkmale
Die Sporen messen (6–)6,5–8(–9) × 4,5–5,5(–6) µm und sind breit mandelförmig bis normal mandelförmig, teils auch ellipsoid, teils apfelkernförmig, dünnwandig, glatt, farblos-hyalin, kollabieren schnell, haben keinen Keimporus, enthalten einen Öltröpfchen und sind weder amyloid noch dextrinoid. Das Länge-Breite-Verhältnis der Sporen liegt im Durchschnitt um den Wert von 1,5.
Der Kontext von Hut, Lamellen und Stiel besteht aus einem Gloeosystem von unverbundenen fusoiden Elementen, die bis zu 150 µm lang sind, bei einem Durchmesser von bis zu 11,6 µm. Hyphen des Hut-Kontextes 4–11,6 µm im Durchmesser, dünnwandig, hyalin, verwoben, mit Schnallen. Lamellen-Trama regulär, besteht aus dünnwandigen, hyalinen, parallelen Hyphen, bis 16,5 µm im Durchmesser, mit Schnallen, gelbliche, fusoide Segmente des Gloeosystems sind vorhanden.
Die Stiel-Hyphen sind dünnwandig, hyalin, parallel, 3,3–8 µm im Durchmesser, zusammen mit fusoiden, gelblichen Segmenten des Gloeosystems. Cheilozystiden 17–40 × 5–11 µm, sehr formvariabel, von lageniform bis zylindrisch oder fusiform, auch lanzettlich oder mit geschwollener Basis, die abrupt in einen langen, gewellten Hals übergeht, der abgerundet oder mit Köpfchen endet, 4–8,5 µm im Durchmesser. Pleurozystiden als Gloeozystiden ausgebildet, zylindrisch oder subzylindrisch, gut gelblich anfärbbar. Diese Gloeozystiden, die sich im Hymenium befinden, aber nicht herausstehen, messen bis 40 × 9 µm. Die Kaulozystiden gleichen den Cheilozystiden, sind aber kleiner.

## Ökologie
Die Art wurde in Südafrika, nach der Erstbeschreibung, zuerst verstreut auf einem Baumstumpf von Weide (Salix) gefunden. Später tauchte sie in den Niederlanden in einem Blumentopf auf zur Orchideenzucht verwendeten Holz-Hackschnitzeln unbekannter Herkunft auf. Auch in Deutschland wurde Lactocollybia variicystis in einem Orchideenblumentopf (Phalenopsis spec.) auf Orchideensubstrat, das größtenteils aus zerkleinerter Borke besteht, gefunden. Hierbei handelt es sich um keinen Freilandfund, sondern um einen Fund in einem Haus, also an einem dauerhaft frostgeschützten Ort.

## Artabgrenzung
Mit Lactocollybia subvariicystis wurde im Jahr 2016 eine sehr ähnliche Art aus China beschrieben. Sie unterscheidet sich neben der ITS-Region der rDNA auch anhand ihrer längeren und schmakleren Sporen, die (8–)8,5–9,5(–10,5) × 4,5–5,3 μm messen.
Lactocollybia epia ist makroskopisch ebenfalls ähnlich, bildet aber etwas größere Fruchtkörper und ihre Sporen sind im Schnitt etwas länglicher – der Länge-Breite-Quotient liegt hier im Schnitt um 1,9.
Lactocollybia globosa ist ebenfalls sehr ähnlich, wächst aber eher einzeln, nicht büschelig, während Lactocollybia variicystis gerne viele Fruchtkörper, teils auch büschelig, ausbildet. Mikroskopisch kann man die Art an den eher subglobos geformten Sporen erkennen.
Lacotcollybia piliicystis unterscheidet sich durch kleinere Sporen, die nur 5,75–6,2 × 3,2–4,5 µm groß sind, und zudem durch schlankere Cheilozystiden.
Von der Insel Korsika wurde die Art Hydropus liciosae beschrieben und dann in die Gattung Lactocollybia als Lacotcollybia liciosae überführt. Später wurde diese Art mit Lactocollybia variicystis synonymisiert. Diese Synonymisierung wird aber teils auch angezweifelt bzw. muss noch genetisch geprüft werden.

## Systematik
Die Zuordnung der genetisch gesehen monophyletischen Gattung in die Familie der Schwindlingsverwandten ist als provisorisch zu betrachten, da die genaue systematische Stellung innerhalb der Champignonartigen nicht geklärt ist. Eine Zuordnung in den hydropoid Clade (jetzt die Familie Porotheleaceae) hat sich trotz der anatomischen Ähnlichkeit mit der Gattung Hydropus nicht bestätigt.